# イーペル包囲戦 (1678年)
イーペル包囲戦（イーペルほういせん、英語: Siege of Ypres）は仏蘭戦争中の1678年3月18日から3月25日にかけて行われた、フランス王国によるイーペルの包囲。

## 背景
1677年10月、イングランド王チャールズ2世の姪で王位継承権を有するメアリー・ステュアートがオラニエ公ウィレム3世と結婚、1674年まで戦争状態にあったイングランド王国とネーデルラント連邦共和国の和解を象徴した。フランス王ルイ14世はイングランドがオランダ側で再参戦することを防ぐべく、スペイン領ネーデルラントへの侵攻を決定した。
オランダ軍はナミュールへの攻撃を予想したが、ルイ14世は3月9日にヘントを落とすと西に転進してイーペルへ進撃した。

## 包囲
3月18日、セバスティアン・ル・プレストル・ド・ヴォーバン率いるフランス軍は城塞に向けて塹壕を掘り始めた。スペインの駐留軍を率いたフランシスコ・デ・パルドはイーペルの周りを浸水させることを命じた。しかし、フランス軍が深く進軍しすぎたため効果がなかった。フランス軍は高口径の大砲22門と臼砲12門で砲撃した。1週間後、塹壕掘りが進んだこともあり、ルイ14世は3月24から25日にかけての夜に攻撃することを命じた。イーペルの町はたちまち占領され、夜明けには降伏した。城塞の守備軍2,200（うち600人が負傷）も1日後に降伏した。

## 結果
4月、ヴォーバンはイーペルの防御工事の修復と近代化を進めた。この時の防御工事は現代まで残った。ユミエール公がイーペルの総督に任命された。チャールズ2世は20個連隊を徴集してオーステンデへ輸送したが、フランスへの宣戦には躊躇した。一方、仏蘭間の交渉が進み、8月10日にはナイメーヘンの和約が締結された。